# Santa Cruz Warriors
I Santa Cruz Warriors sono una squadra di pallacanestro di Santa Cruz che milita nella NBA Development League, il campionato professionistico di sviluppo della National Basketball Association.

## Storia della franchigia
La squadra fu originariamente formata nel 1995, con sede a Bismarck, Dakota del Nord, come membro della International Basketball Association, un campionato di pallacanestro che raggruppava squadre del Nord America e dell'ovest del Canada. Nell'ultimo anno di vita della IBA, nel 2000-01, i Wizards vinsero il titolo.
L'anno seguente la franchigia passò nella Continental Basketball Association dove vinse due titoli, nel 2002 e nel 2004, prima di essere annessa alla NBA D-League nel 2006.
Nella loro prima stagione della D-League, i Wizards disputano una buonissima stagione regolare, ottenendo il miglior record di vittorie nella lega, e nei play-off si aggiudicarono il loro primo titolo sconfiggendo i Colorado 14ers.
Nel maggio 2012 la squadra venne trasferita a Santa Cruz, assumendo la denominazione attuale.

## Squadre NBA affiliate
I Santa Cruz Warriors sono affiliati alle seguenti squadre NBA: Golden State Warriors.

## Palmarès
- Campione NBA D-League: 2

2007, 2015
- Campione IBA:  1

2001
- Campione CBA: 2

2002, 2004

## Stagioni
| Stagione                | Lega                    | Division                | Piazzamento             | Vittorie | Sconfitte | %    | Play-off |
| ----------------------- | ----------------------- | ----------------------- | ----------------------- | -------- | --------- | ---- | --- |
| Dakota Wizards          |                         |                         |                         |          |           |      | |
| 1995-96                 | IBA                     |                         | 5°                      | 7        | 17        | 29,2 | - |
| 1996-97                 | IBA                     |                         | 2°                      | 17       | 13        | 56,7 | vincono semifinali (Magic City) 2-1 perdono IBA Finals (Black Hills) 2-1                                                          |
| 1997-98                 | IBA                     | West                    | 3°                      | 14       | 20        | 41,2 | - |
| 1998-99                 | IBA                     | West                    | 5°                      | 12       | 22        | 35,3 | - |
| 1999-2000               | IBA                     | West                    | 1°                      | 30       | 6         | 83,3 | vincono semifinali divisionali (Winnipeg) 2-0 perdono finali divisionali (Magic City) 3-1                                         |
| 2000-01                 | IBA                     | West                    | 1°                      | 30       | 10        | 75,0 | vincono semifinali divisionali (Magic City) 2-0 vincono finali divisionali (Saskatchewan) 2-0 vincono IBA Finals (Des Moines) 3-2 |
| 2001-02                 | CBA                     | National                | 1°                      | 26       | 14        | 65,0 | vincono semifinali (Fargo-Moorhead) 3-0 vincono CBA Finals (Rockford) 116-109                                                     |
| 2002-03                 | CBA                     | National                | 1°                      | 31       | 17        | 64,6 | perdono semifinali (Yakima) 3-1                                                                                                   |
| 2003-04                 | CBA                     |                         | 1°                      | 34       | 14        | 70,8 | vincono semifinali (Rockford) 3-1 vincono CBA Finals (Idaho) 132-129                                                              |
| 2004-05                 | CBA                     | West                    | 1°                      | 32       | 16        | 66,7 | perdono semifinali (Sioux Falls) 3-2                                                                                              |
| 2005-06                 | CBA                     | West                    | 4°                      | 19       | 29        | 39,6 | - |
| 2006-07                 | D-League                | Eastern                 | 1°                      | 33       | 17        | 66,0 | vincono finali di division (Sioux Falls) 115-113 vincono D-League Finals (Colorado) 129-121 (OT)                                  |
| 2007-08                 | D-League                | Central                 | 1°                      | 29       | 21        | 58,0 | perdono 1º turno (Sioux Falls) 101-89                                                                                             |
| 2008-09                 | D-League                | Central                 | 2°                      | 27       | 23        | 54,0 | vincono 1º turno (Iowa) 114-109 perdono semifinali (Utah) 103-93                                                                  |
| 2009-10                 | D-League                | Eastern                 | 3°                      | 29       | 21        | 58,0 | perdono 1º turno (Austin) 2-1 |
| 2010-11                 | D-League                | Eastern                 | 4°                      | 19       | 31        | 38,0 | - |
| 2011-12                 | D-League                | Eastern                 | 2°                      | 29       | 21        | 58,0 | perdono 1º turno (Bakersfield) 2-0                                                                                                |
| Santa Cruz Warriors     |                         |                         |                         |          |           |      | |
| 2012-13                 | D-League                | Western                 | 2°                      | 32       | 18        | 64,0 | vincono 1º turno (Fort Wayne) 2-0 vincono semifinali (Austin) 2-0 perdono D-League Finals (Rio Grande Valley) 2-0                 |
| 2013-14                 | D-League                | Western                 | 2°                      | 29       | 21        | 58,0 | vincono 1º turno (Los Angeles) 2-0 vincono semifinali (Rio Grande Valley) 2-1 perdono D-League Finals (Fort Wayne) 2-0            |
| 2014-15                 | D-League                | Western                 | 1°                      | 35       | 15        | 70,0 | vincono 1º turno (Oklahoma City) 2-0 vincono semifinali (Austin) 2-1 vincono D-League Finals (Fort Wayne) 2-0                     |
| 2015-16                 | D-League                | Pacific                 | 5°                      | 19       | 31        | 38,0 | - |
| 2016-17                 | D-League                | Pacific                 | 2°                      | 31       | 19        | 62,0 | perdono 1º turno (Oklahoma City) 1-2                                                                                              |
| 2017-18                 | D-League                | Pacific                 | 3°                      | 23       | 27        | 46,0 | |
| 2018-19                 | D-League                | Pacific                 | 1°                      | 34       | 16        | 68,0 | vincono semifinali Conference (Oklahoma City) 117-102 perdono finali Conference (Rio Grande Valley) 125-144                       |
| 2019-20                 | D-League                | Pacific                 | 2°                      | 21       | 21        | 50,0 | |
| 2020-21                 | D-League                | -                       | 2°                      | 11       | 4         | 73,3 | vincono quarti di finale (Rio Grande Valley) 110-81 perdono semifinale (Lakeland) 96-108                                          |
| IBA regular season      | IBA regular season      | IBA regular season      | IBA regular season      | 110      | 88        | 55,6 | 1995-2001 |
| CBA regular season      | CBA regular season      | CBA regular season      | CBA regular season      | 142      | 90        | 61,2 | 2001-2006 |
| D-League regular season | D-League regular season | D-League regular season | D-League regular season | 401      | 306       | 56,7 | 2006-2021 |
| Regular season          | Regular season          | Regular season          | Regular season          | 653      | 494       | 56,9 | 1995-2021 |
| Play-off                | Play-off                | Play-off                | Play-off                | 44       | 29        | 60,3 | 1995-2021 |

## Cestisti
- Alex Hamilton
- Antonius Cleveland 2017